# Trecase
Trecase (noto anche come Trecase al Vesuvio, Treccàse in napoletano) è un comune italiano di 8 564 abitanti della città metropolitana di Napoli in Campania.

## Geografia fisica
Comune dal 1980, in precedenza era frazione di Boscotrecase. Per la vicinanza a Torre del Greco fu il primo insediamento di contadini nel bosco di Silva mala (sec. XV).

## Storia
Il suo nome è legato all'usanza secondo la quale a partire dal Cinquecento era in vigore nel territorio l'obbligo per gli abitanti del luogo di pagare le imposte fondiarie a tre case religiose, alle quali nel 1337 Roberto d’Angiò fece dono di queste terre.

### Simboli
Il gonfalone è un drappo di giallo.

## Monumenti e luoghi d'interesse
Al 1587 risale la chiesa parrocchiale poi divenuta Santuario diocesano di Santa Maria delle Grazie e San Gennaro anche nota come la chiesa di San Gennaro, patrono della città, la più antica dell'area boschese, che conserva numerose opere d'arte. Nel Settecento e Ottocento fu luogo di villeggiatura per famiglie nobili napoletane, come si evince dalle numerose ville di delizie sparse nel territorio (villa Ducoster, Filippone, Langella, Lebano, Ruta).

## Società

### Evoluzione demografica
Abitanti censiti

## Economia
Vi si producono Lacryma Christi nonché albicocche, pinoli e pomodorini del piennolo.

## Infrastrutture e trasporti
La città è servita, tramite l'omonima stazione, dalle linee ferroviarie della Napoli-Poggiomarino e della Napoli-Sorrento della Ferrovia Circumvesuviana.

## Amministrazione
| Periodo          | Periodo        | Primo cittadino      | Partito                      | Carica                  | Note |
| ---------------- | -------------- | -------------------- | ---------------------------- | ----------------------- | ---- |
| 20 novembre 1994 | 24 maggio 1998 | Rosario Guarriera    | Lista civica                 | Sindaco                 |      |
| 24 maggio 1998   | 26 maggio 2002 | Leonardo Savastano   | Centro Cristiano Democratico | Sindaco                 |      |
| 26 maggio 2002   | 27 maggio 2007 | Gennaro Cirillo      | L'Ulivo                      | Sindaco                 |      |
| 27 maggio 2007   | 6 maggio 2012  | Gennaro Cirillo      | Partito Democratico          | Sindaco                 |      |
| 6 maggio 2012    | 2013           | Salvatore Brancaccio | Lista civica                 | Sindaco                 |      |
| 2013             | 25 maggio 2014 | Massimo De Stefano   |                              | Commissario prefettizio |      |
| 25 maggio 2014   | in carica      | Raffaele De Luca     | Lista civica                 | Sindaco                 |      |